# Txikispora philomaios
A Txikispora philomaios a Filasterea Txikisporidae kládja Txikispora nemzetsége egyetlen faja, a Ministeriidae közeli rokona. Először 2022-ben írták le az Egyesült Királyságban. Korábban ismeretlen élőlény, mely különösen korán vált el az állatoktól és gombáktól. Az Echinogammarus és Orchestia nemek parazitája, és elsősorban a hemocitákat és a hemolimfát fertőzi.

## Taxonómia
2022-ben írták le a Journal of Eukaryotic Microbiologyban Ander Urrutia, Stephen Feist és David Bass. A Txikispora philomaios jelentése „májust kedvelő spórácska”, utalva arra, hogy csak néhány májusi napon volt jelen a gyűjteményekben. A Txikispora név a baszk txiki, kicsi és a latin spora szóból ered, a philomaios pedig a görög φιλον, szeret és a baszk maios szóból ered.
Rel homológiadoménnel rendelkezik, ez leghasonlóbb a Tunicaraptor unikontumhoz volt, ami a két faj közti filogenetikai kapcsolatra utalhat.

## Életciklus
Életciklusa többszakaszos. Először gömbölyű egymagvú sejt sejtfallal, egy perifériás nukleóluszt tartalmazó sejtmaggal és sok különböző lipidszerkezetű mitokondriummal. Ezután négy egyesült sejtből álló nagyobb többmagvú állapot következik. Ez háromsejtűnek néz ki, a negyedik gyakran nem látható. Az egy- és a többsejtű állapot gyakran elkülönülnek.

## Ökológia
Az Echinogammarus és az Orchestia parazitája, de nem található meg a rokon Gammarus és Melita nemekben. Sárga tegumentumot, kevésbé rideg páncélt, kevésbé látható belső szerveket, megnövekedett letargiát és csökkent választ okoz. Specifikusan a hemolimfát és a hemocitákat fertőzi, egy hemocitában maximum 10 parazitával. További fertőzött szervei a hepatopancreas, a herék és a petefészkek.

## Genetika
A Rel/NF-κB 4 fehérjéjéből 3-mal rendelkezik, a Tunicaraptor unikontumtól eltérően transzkriptomjában vannak ankirinek.

## Fordítás
Ez a szócikk részben vagy egészben  a   Txikispora című angol Wikipédia-szócikk ezen változatának fordításán alapul.  Az eredeti cikk szerkesztőit annak laptörténete sorolja fel. Ez a jelzés csupán a megfogalmazás eredetét és a szerzői jogokat jelzi, nem szolgál a cikkben szereplő információk forrásmegjelöléseként.